# 1,1-ビス(クロロメチル)エチレン
1,1-ビス(クロロメチル)エチレン（英語: 1,1-bis(chloromethyl)ethylene）は、化学式が CH2=C(CH2Cl)2 の有機化合物である。無色の液体で、ジアルキル化剤として使われる。

## 合成と反応
ペンタエリトリトールから多段階の手順で合成される。
ノナカルボニル二鉄と反応してトリメチレンメタン錯体  Fe(η4-C(CH2)3)(CO)3 を形成する。また、[1.1.1]-プロペランの前駆体でもある。